# Kanakasundari
Kanakasundari (en népalais : कनकासुन्दरी) est un comité de développement villageois du Népal situé dans le district de Jumla. Au recensement de 2011, il comptait 2 988 habitants.